# Elecciones federales de México

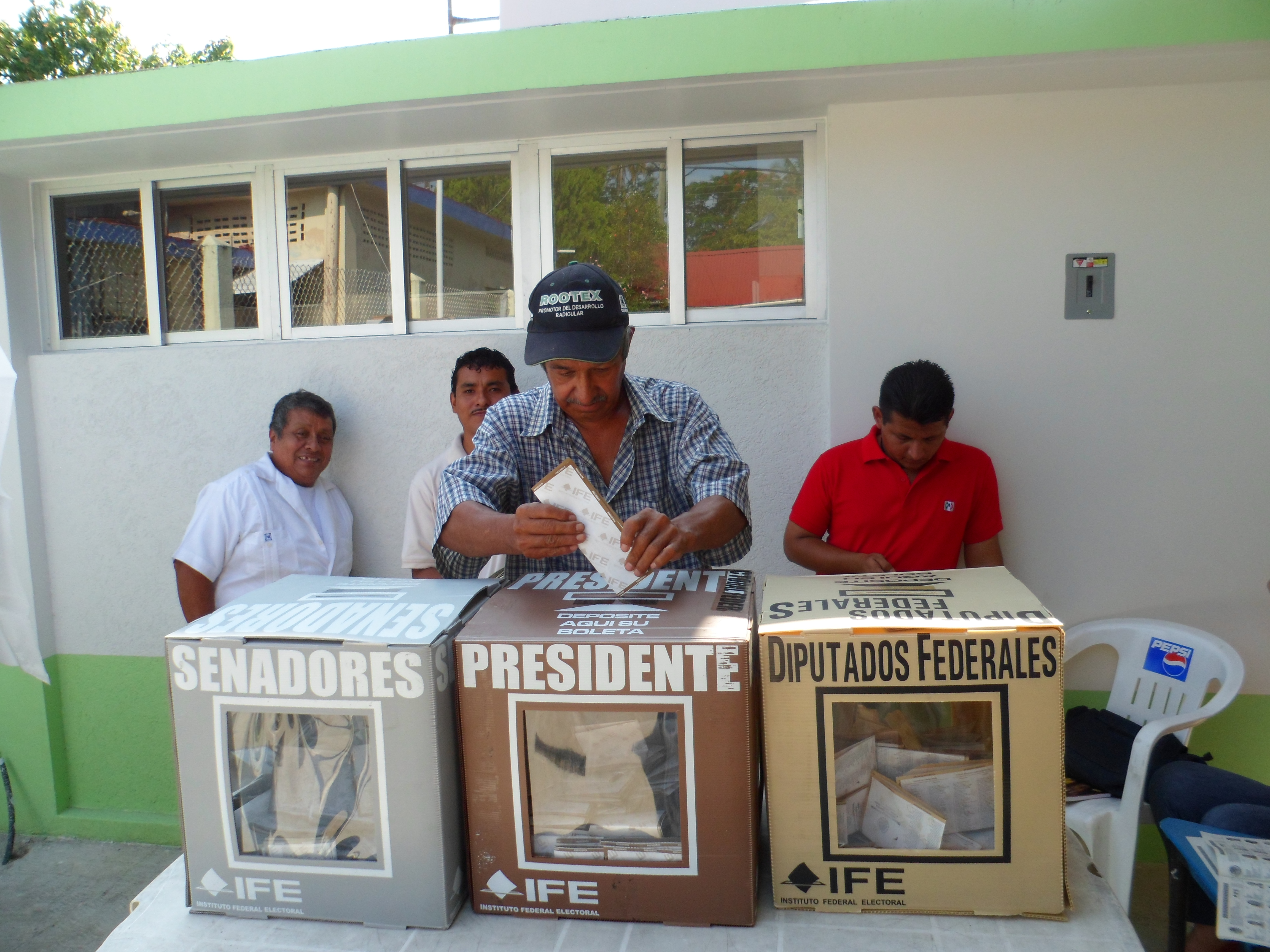
Hombre deposita sus boletas en las tres ternas de las elecciones federales de 2012.

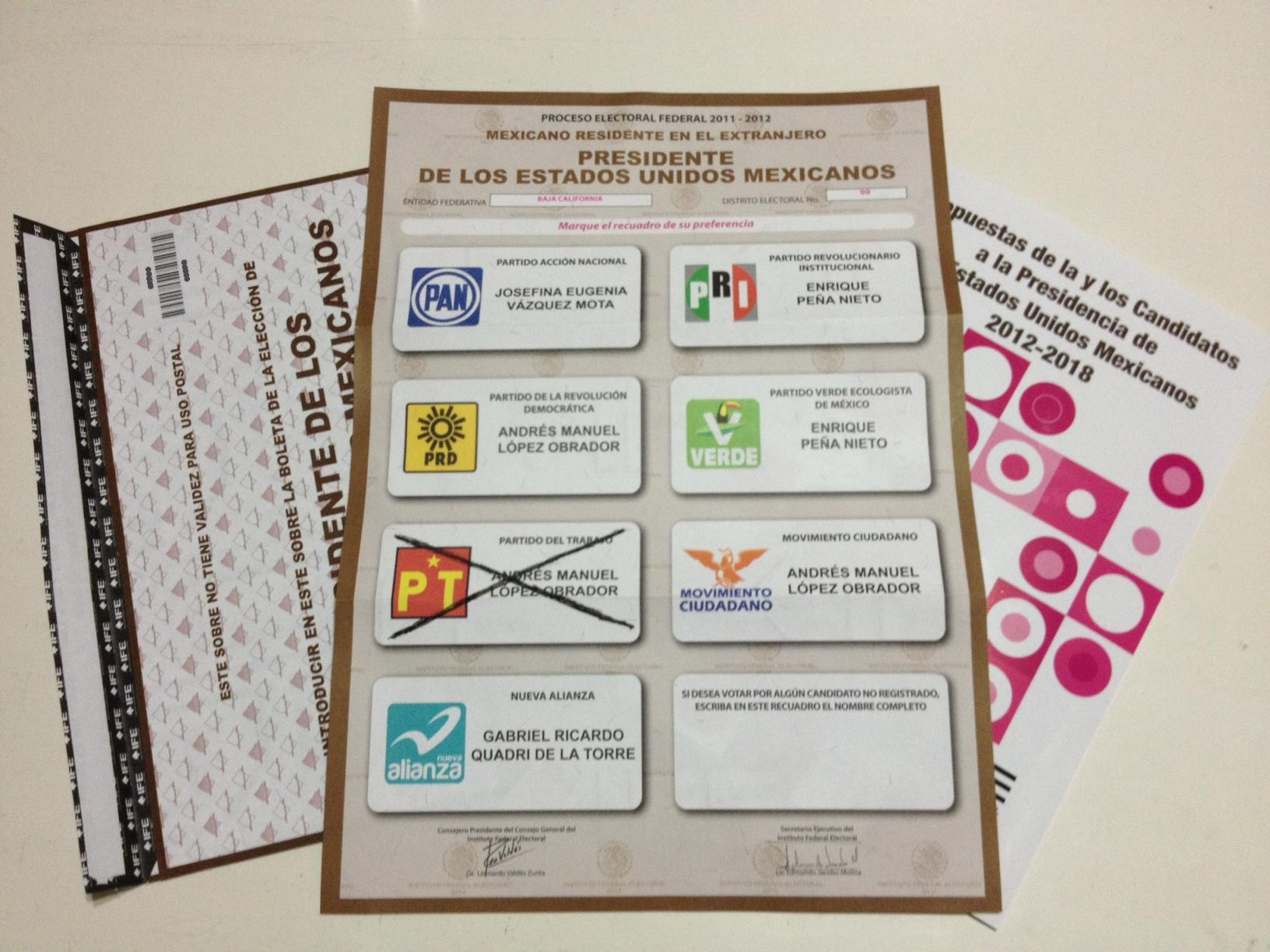
Boleta marcada correctamente de las elecciones federales de 2012.

Las elecciones federales de México son los procesos electorales mediante los cuales se renuevan los poderes federales de elección popular, que son el Poder Ejecutivo y el Poder Legislativo. En el Poder Ejecutivo se renueva el cargo de Presidente de la República, y en el Legislativo los miembros del Senado de la República y de la Cámara de Diputados.
Los procesos federales son organizados en su totalidad por el Instituto Nacional Electoral, órgano constitucional autónomo, administrado por un consejo ciudadano que actúa con certeza, legalidad, independencia, imparcialidad, máxima publicidad y objetividad; se llevan a cabo de acuerdo con los que dispone la Constitución Política de los Estados Unidos Mexicanos y la Ley General de Instituciones y Procedimientos Electorales, y son el mecanismo para renovar el voto ciudadano, a los poderes de la Unión mediante elecciones libres, auténticas y periódicas.

## Tipos de elecciones
Las elecciones se pueden dividir por categoría y cargos.

### Por categoría
- Ordinarias. Se realizan cada tres años el primer domingo de junio. Se renuevan cargos de elección popular.

- Extraordinarias: Se realizan para suplir los resultados de una proceso federal ordinario invalidado por el Tribunal Electoral del Poder Judicial de la Federación o porque exista la falta absoluta (renuncia o muerte) de cualquiera de los cargos anteriores y que en los términos que establezca la ley sean necesarias elecciones para un nuevo titular —en el caso del presidente, si se produjera en los primeros dos años de su mandato constitucional—.

- Consulta popular. Procedimiento adicionado al artículo 35 de la Constitución Política de los Estados Unidos Mexicanos en 2012, a través del cual se consulta a la ciudadanía sobre una decisión trascendental para el país.

- Revocación de mandato. Procedimiento adicionado al artículo 35 de la Constitución Política de los Estados Unidos Mexicanos en 2019,[1] a través del cual se consulta a la ciudadanía si quiere revocar el mandato del presidente de la República.

### Por cargo
- Presidenciales. Se realizan cada seis años y en ellas se renueva el poder ejecutivo federal, mediante la selección de Presidente de la República.

- Legislativas. En ellas se renuevan los cargos del poder legislativo, 128 senadores (cada seis años) y 500 diputados federales (cada tres años).

- Judiciales. Se elige a ministros de la Suprema Corte de Justicia de la Nación, magistrados del Tribunal de Disciplina Judicial, jueces de distrito y magistrados de circuito del poder judicial de la federación.[2]

## Desarrollo histórico

### Constitución de 1824
El sistema electoral que se mantuvo en el país desde 1822 hasta 1917. Las primeras acaecidas fueron las elecciones federales de 1822 durante el Primer Imperio para conformar el Congreso Constituyente de 1822.
Tras el fin del Primer Imperio y el establecimiento interino del Gobierno Provisional entre 1823 y 1824 se redactó la Constitución Federal de 1824. En el título III titulado «Del Poder Legislativo» establece  la creación de un congreso general dividido en la cámara de senadores y diputados en la que en diversos artículos expresa las características de las elecciones:

Sección II. De la Cámara de Diputados
Art. 10. La base general para el nombramiento de diputados será la población.

Art. 11. Por cada ochenta mil almas se nombrará un diputado, o por una fracción que pase de cuarenta mil. El estado que no tuviere esta población, nombrará sin embargo un diputado.

Art. 16. En todos los estados y territorios de la federación se hará el nombramiento de diputados el primer domingo de octubre próximo anterior a su renovación, debiendo ser la elección indirecta.

Sección III. De la Cámara de Senadores
Art. 25. El senado se compondrá de dos senadores de cada estado elegidos a mayoría absoluta de votos por sus legislaturas, y renovados por mitad de dos en dos años.

En otra sección explica la elección del presidente de México, en quien reside la titularidad del poder ejecutivo de la federación.

Art. 77. El presidente no podrá ser reelecto para este encargo sino al cuarto año de haber cesado en sus funciones.

Art. 79. El día 1 de septiembre del año próximo anterior a aquél en que deba el nuevo presidente entrar en el ejercicio de sus atribuciones, la legislatura de cada estado elegirá a mayoría absoluta de votos dos individuos, de los cuales uno por lo menos no será vecino del estado que elige.
Art. 80. Concluida la votación, remitirán las legislaturas al presidente del consejo de gobierno en pliego certificado testimonio de la acta de la elección, para que le dé el curso que prevenga el reglamento del consejo.
Art. 84. El que reuniere la mayoría absoluta de los votos de las legislaturas será el presidente.
Art. 85. Si dos tuvieren dicha mayoría, será presidente el que tenga más votos, quedando el otro de vicepresidente. En caso de empate con la misma mayoría, elegirá la cámara de diputados uno de los dos para presidente, quedando el otro de vicepresidente.

Debido a la inestabilidad política que se vivió en el país fueron pocas las ocasiones en las que las elecciones se pudieron llevar a cabo con regularidad, tanto las presidenciales como las legislativas.

### Siete Leyes
En 1836 se cambió de forma de gobierno de una república federal a una centralista. Además de los tres poderes se agregó uno nuevo: el Supremo Poder Conservador, que tenía como atribución regular las acciones de los otros tres poderes como «intérpretes de la voluntad nacional».
En la segunda de las leyes se explica el método de elección del Supremo Poder Conservador:

Art. 3. Tanto las elecciones bienales ordinarias como las extraordinarias ulteriores, se harán de la manera siguiente:
1. Cada una de las juntas departamentales elegirá el número de individuos que deben nombrarse aquella vez.
2. Estas elecciones se harán siempre por todas las juntas en el mismo dia: las ordinarias bienales en 1.° de Octubre del año inmediato anterior á la renovación; las extraordinarias, para la primera eleccion total de los cinco y para reemplazar por vacante, en el dia que les prefijare el Supremo Poder Ejecutivo.

En cuanto al poder legislativo está expreso en la segunda ley. El Congreso General de la nación mantuvo su bicameralidad, donde también se mantuvo la elección indirecta por nivel administrativo —esta vez en departamentos, equivalentes a los antiguos estados— y donde se subió el número de representes por diputado presentes, mientras que cambió la forma de elección de los senadores:

Cámara de Diputados

Art. 2. La base para la eleccion de Diputados es la poblacion. Se elegirá un Diputado por cada ciento cincuenta mil habitantes, y por cada fraccion de ochenta mil. Los Departamentos que no tengan este número, elegirán sin embargo un Diputado. Se elegirá un número de suplentes igual al de propietarios.

Art. 4. Las elecciones de Diputados se harán en los Departamentos el primer domingo de Octubre del año anterior á la renovacion, y los nuevos electos comenzarán á funcionar en enero del siguiente año. 
Cámara de Senadores

Art. 8. Esta se compondrá de veinticuatro Senadores nombrados en la manera siguiente:
- En cada caso de elección, la Cámara de Diputados, el Gobierno en junta de Ministros y la Suprema Corte Justicia elegirán cada uno á pluralidad absoluta de votos un número de individuos igual al que debe ser de nuevos Senadores.
- Las tres listas que resultarán, serán autorizadas por los respectivos Secretarios, y remitidas á las Juntas departamentales.
- Cada una de éstas elegirá precisamente de los comprendidos en las listas, el número que se debe nombrar de Senadores, y remitirá la lista especificativa de su eleccion al Supremo Poder Conservador.
- Este las examinará, calificará las elecciones, ciñéndose á lo que prescribe el art. 5, y declarará Senadores á los que hayan reunido la mayoría de votos de las Juntas, por el órden de esa mayoría, y decidiendo la suerte entre los de números iguales

En cuanto al presidente se cambió su nombre oficial a «Presidente de la República» (para abandonar la terminología federal). Su periodo se duplicó de cuatro a ocho años (aunque en realidad nunca se concluyó un mandato de tal duración). En la cuarta ley en su artículo segundo está reservado enteramente a su elección, en donde se destaca el cambio en el proceso de elección indirecta:

- El dia 16 de Agosto del año anterior á la renovacion, elegirán el Presidente de la República, en junta del Consejo y Ministros, el Senado y la Alta Corte de Justicia, cada uno una terna de individuos, y en el mismo dia las pasarán directamente á la Cámara deDiputados.
- Esta en el dia siguiente escogerá tres individuos de los especificados en dichas ternas, y remitirá la terna resultante á todas las Juntas departamentales.
- Estas elegirán un individuo de los tres contenidos en la terna que se les remita, verificando su eleccion el dia 15 de Octubre del año anterior á la renovacion, y remitirán en pliego certificado la acta de eleccion, precisamente por el correo próximo inmediato, á la Secretaría de la Cámara de Diputados, siendo caso de responsabilidad para las Juntas departamentales la falta de cumplimiento á lo prevenido en este párrafo.
- El dia 15 del inmediato mes de Diciembre se reunirán las dos Cámaras, abrirán los pliegos de actas que se hubieren recibido, nombrarán una Comision especial de cinco individuos que las examine y califique las elecciones (sólo por lo respectivo á su validez ó nulidad), haga la regulacion de los votos y presente el correspondiente dictamen.
- Discutido y aprobado dicho dictamen en el Congreso general reunido, se declarará Presidente al que hubiere obtenido mayor número de votos, y en caso de igualdad al que designe la suerte, verificándose el sorteo y todo lo demas en la misma sesion.

### Elecciones judiciales
Tras la promulgación de la reforma judicial de 2024, se comenzaron con los procesos de organización para la elección popular a nivel federal de personas impartidoras de justicia. El proceso es realizado por el Instituto Nacional Electoral.

## Proceso electoral
El Proceso Electoral Federal se estructura en cuatro etapas sucesivas, sin superposiciones entre ellas. El Instituto Nacional Electoral utiliza el concepto de «cadena de confianza» para describir esta sucesión de actos y procedimientos que, en conjunto, conforman el proceso.Cada una de estas etapas debe estar claramente definida para poder pasar a la siguiente, siguiendo el principio jurídico de definitividad. Las cuatro etapas son: la preparación de la elección, la jornada electoral, los resultados y declaraciones de validez de las elecciones, y el dictamen y declaraciones de validez de la elección y de presidente. 

### Preparación de la elección
El proceso electoral federal comienza con la declaración formal de su inicio por parte del Instituto Nacional Electoral (INE), en una sesión que se lleva a cabo la primera semana de septiembre del año anterior a la elección, lo que da inicio a un periodo de aproximadamente nueve meses de preparación. Durante este periodo, las instituciones electorales toman una serie de decisiones importantes. Entre ellas se encuentran la selección de los ciudadanos que integrarán las mesas electorales, el diseño de las boletas de votación y la realización de capacitaciones para el personal involucrado. El INE realiza un sorteo para seleccionar a los ciudadanos que, contando con credencial para votar con fotografía, serán capacitados como funcionarios de casilla. Estos ciudadanos tendrán la responsabilidad de instalar las mesas electorales, recibir la votación y realizar el conteo de votos. En México, las mesas receptoras de votación se denominan casillas, también conocidas como Mesas Directivas de Casilla. Paralelamente, los actores políticos definen a sus candidatos y planifican sus campañas electorales. Las campañas electorales tienen una duración de noventa días cuando se elige al presidente de los Estados Unidos Mexicanos, senadores y diputados, y de sesenta días cuando solo se eligen diputados federales. Las campañas deben concluir tres días antes de la jornada electoral, a partir de ese momento queda prohibida cualquier tipo de propaganda electoral, así como la difusión de encuestas o estudios estadísticos relacionados con la elección. Las autoridades electorales, por su parte, fiscalizan los recursos utilizados en estas actividades.

### Jornada electoral
La jornada electoral, que abarca el día de la elección, comienza con la apertura de las mesas de casilla a las 8:00 horas. Las elecciones ordinarias se celebran el primer domingo de junio, según lo estipulado en la Ley General de Instituciones y Procedimientos Electorales (LGIPE). Las casillas permanecen abiertas hasta las 18:00 horas, sin interrupciones. Si a la hora de cierre aún hay electores formados, se les permite ejercer su derecho al voto. La única excepción para el cierre anticipado de una casilla se da cuando todos los electores inscritos en ella han emitido su voto. Una vez cerrada, se procede al conteo de las boletas electorales y a la cancelación de las sobrantes. Se completan las actas con los resultados, las cuales son firmadas por los funcionarios de casilla y los representantes de los partidos políticos. Toda la documentación se integra en un paquete sellado que el presidente de la casilla entrega al Consejo Distrital, responsable de contabilizar los paquetes electorales.
La publicación de encuestas de salida y conteos rápidos preliminares está permitida a partir de las 20:00 horas, Tiempo del Centro (18:00 horas, Tiempo del Pacífico), coincidiendo con el cierre de los últimos Colegios Electorales.

### Resultados y declaraciones de validez de las elecciones
La etapa de resultados y declaración de validez de las elecciones comienza una semana después de la jornada electoral. Durante este periodo, los consejos distritales reciben la documentación y los expedientes electorales. Posteriormente, se lleva a cabo el conteo oficial de votos, proceso que culmina con la publicación de los resultados por parte de los consejos del INE. Estos resultados otorgan validez legal a la elección de los candidatos que obtuvieron la mayoría de votos. En caso de impugnaciones, el Tribunal Electoral del Poder Judicial de la Federación emite las resoluciones correspondientes.

### Dictamen y declaraciones de validez de la elección y de presidente
Esta es la etapa de resolución de controversias y calificación de la elección que marca el cierre del proceso electoral. La etapa se inicia cuando los tribunales electorales resuelven la última impugnación presentada contra la elección presidencial o cuando se constata formalmente la ausencia de recursos legales, determinando el resultado definitivo de la elección. Durante esta fase, el INE fiscaliza los recursos utilizados. Este periodo debe concluir, a más tardar, en agosto del año de la elección. La culminación llega con la aprobación del cómputo final por parte de la Sala Superior del Tribunal Electoral, la declaración de validez de la elección y la entrega de la constancia de presidente electo al candidato ganador. Este último acto debe tener lugar, como fecha límite, el 6 de septiembre posterior al día de la elección.